# Belinda acceso total
Belinda acceso total es el cuarto EP de la cantautora mexicana Belinda, es un exclusivo EP en vivo disponible solo en Wal-Mart como descarga digital, como parte de la serie Soundcheck, lanzado el 23 de marzo de 2010.

## Información
La presentación fue grabada en vivo a principios de marzo de 2010 y fue lanzado más tarde junto con el tercer álbum de Belinda, Carpe Diem. El EP incluye cuatro canciones: dos de su segundo álbum Utopía y dos de su nuevo álbum Carpe Diem.

## Canciones
| N.º   | Título                                                    | Escritor(es)                                                                   | Duración |  |
| 1.    | «Sal De Mi Piel» (La Serie Del Rendimiento Original)      | Belinda                                                                        | 3:27     |  |
| 2.    | «Culpable» (La Serie Del Rendimiento Original)            | Andrea Wasse, Lincoln Cushman, Ryan Ford, Jay Westman, Belinda, Nacho Peregrín | 3:56     |  |
| 3.    | «Bella Traición» (La Serie Del Rendimiento Original)      | Belinda, Nacho, Kara DioGuardi, Mitch Allan                                    | 3:49     |  |
| 4.    | «Ni Freud Ni Tu Mamá» (La Serie Del Rendimiento Original) | Belinda, Nacho, Greg Wells, Shelly Peiken                                      | 3:28     |  |
| 14:40 |                                                           |                                                                                |          |  |